# Acupalpus rectangulus
Acupalpus rectangulus är en skalbaggsart som beskrevs av Maximilien de Chaudoir. Acupalpus rectangulus ingår i släktet Acupalpus och familjen jordlöpare. Inga underarter finns listade i Catalogue of Life.